# Portugal International 1986
Die Portugal International 1986 fanden vom 31. Mai bis zum 1. Juni 1986 in Aldeia de Paio Pires statt. Es war die 21. Auflage dieser internationalen Titelkämpfe von Portugal im Badminton.

## Sieger und Platzierte
| Disziplin    | Gold                            | Silber                       | Bronze                        |
| ------------ | ------------------------------- | ---------------------------- | ----------------------------- |
| Herreneinzel | Kenny Middlemiss                | Kevin Scott                  | Per Kjeldsen                  |
| Herreneinzel | Kenny Middlemiss                | Kevin Scott                  | Benoît Pitte                  |
| Dameneinzel  | Eva Stuart                      | Corinne Sonnet               | Filipa Nesbitt                |
| Dameneinzel  | Eva Stuart                      | Corinne Sonnet               | Paula Sousa                   |
| Herrendoppel | David Eddy Elliot Stuart        | Kenny Middlemiss Kevin Scott | Jon Pulford A. Wickham        |
| Herrendoppel | David Eddy Elliot Stuart        | Kenny Middlemiss Kevin Scott | Nick Pettman Martin Haddon    |
| Damendoppel  | Margarida Cruz Paula Sousa      | D. Pulford Eva Stuart        | Cécilia Brun Corinne Sonnet   |
| Damendoppel  | Margarida Cruz Paula Sousa      | D. Pulford Eva Stuart        | Anette Christensen Gitte Funk |
| Mixed        | Kenny Middlemiss Margarida Cruz | Martin Haddon Eva Stuart     | Paulo Raimundo Filipa Nesbitt |
| Mixed        | Kenny Middlemiss Margarida Cruz | Martin Haddon Eva Stuart     | Benoît Pitte Cécilia Brun     |

## Finalresultate
| Disziplin    | Sieger                          | Finalist                     | Ergebnis            |
| ------------ | ------------------------------- | ---------------------------- | ------------------- |
| Herreneinzel | Kenny Middlemiss                | Kevin Scott                  | 15-1, 15-8          |
| Dameneinzel  | Eva Stuart                      | Corinne Sonnet               | 11-1, 12-10         |
| Herrendoppel | David Eddy Elliot Stuart        | Kenny Middlemiss Kevin Scott | 13-15, 15-12, 15-10 |
| Damendoppel  | Margarida Cruz Paula Sousa      | D. Pulford Eva Stuart        | 15-3, 15-7          |
| Mixed        | Kenny Middlemiss Margarida Cruz | Martin Haddon Eva Stuart     | 18-17, 15-11        |